# دوكومنتا

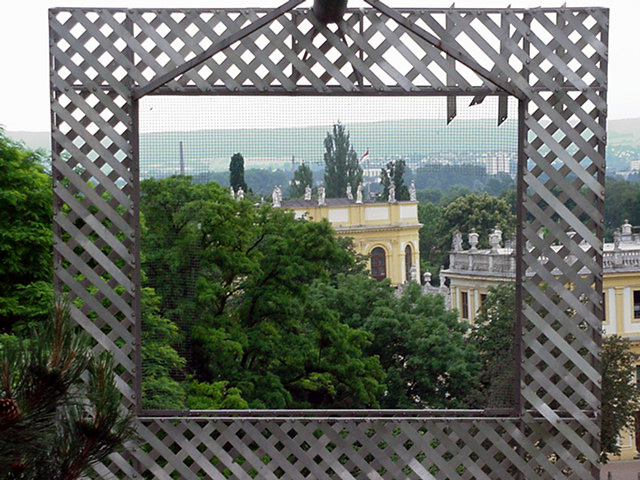

دوكومنتا هو اسم أهم معارض العالم في الفن الحديث، يقام مرة كل خمس سنوات في مدينة كاسل وسط ألمانيا، يشارك فيه فنانون من شتى أنحاء العالم.
أسسه أرنولد بوده, الفنان والمعلم والمنسق، في عام 1955 كجزء من معرض البستانية الاتحادية (Bundesgartenschau) الذي أقيم في مدينة كاسل في ذلك الوقت.
يطلق عى معرض الدوكومنتا «معرض المائة يوما» لأن يتم افتتاحه لمدة مائة يوما فقط في كل مرة.

## خط زمني
- المعرض الأول 16 يوليو – 18 سبتمبر 1955
- المعرض الثاني 11 يوليو – 11 أكتوبر 1959
- المعرض الثالث 27 يونيو – 5 أكتوبر 1964
- المعرض الرابع 27 يونيو – 6 أكتوبر 1968
- المعرض الخامس 30 يونيو – 8 أكتوبر 1972
- المعرض السادس 24 يونيو – 2 أكتوبر 1977
- المعرض السابع 19 يونيو – 28 سبتمبر 1982
- المعرض الثامن 12 يونيو – 20 سبتمبر 1987
- المعرض التاسع 12 يونيو – 20 سبتمبر 1992
- المعرض العاشر 21 يونيو – 28 سبتمبر 1997
- المعرض الحادي عشر 8 يونيو – 15 سبتمبر 2002
- المعرض الثاني عشر 16 يونيو – 23 سبتمبر 2007
- المعرض الثالث عشر 9 يونيو – 16 سبتمبر 2012
- المعرض الرابع عشر 8 أبريل – 16 يوليو 2017 (أثينا) و10 يونيو – 17 سبتمبر 2017 (كاسل)
- المعرض الخامس عشر 18 يونيو 2022 – 25 سبتمبر 2022